# Orrbol
Orrbol är en bebyggelse i Rasbokils socken i Uppsala kommun, Uppsala län söder om Rasbokils kyrka. SCB avgränsade här en småort 2023.